# Landolphia buchananii
Landolphia buchananii là một loài thực vật có hoa trong họ La bố ma. Loài này được (Hallier f.) Stapf mô tả khoa học đầu tiên năm 1902.